# 桂米八
桂 米八（かつら よねはち、1956年2月4日 - 2015年1月20日）は、兵庫県姫路市白浜町出身の落語家、曲独楽師。本名∶山本 悦次。姫路工業高等学校卒業。出囃子は「八兵衛」。米朝一門ではあるが米朝事務所には所属していない。愛称は「八ちゃん」。
1974年3月に3代目桂米朝に入門。同期に落語家では桂小枝、桂千朝、桂吉朝などがおり、芸能界では、明石家さんまや島田紳助、オール阪神・巨人、関根勤などがいる。
1984年11月に芸の肥やしのために曲独楽の伏見紫水に入門。その後は落語活動よりも曲独楽の活動が中心になっていた。
近鉄文化サロン 阿倍野校にて第2・4木曜日曲独楽の講座を行っていた。
曲独楽の伏見紫水に入門するきっかけは、紫水らと談笑している際に紫水から「わしのうなったら（亡くなったら）、この芸も途絶える」とボソっと洩らしたのを周囲に伝えたところみんなに薦められ、米朝に相談し弟子入りにいたった。
娘は女優の山本真由美。
2015年1月20日、食道がんのため死去。58歳没。